# Margelliantha lebelii
Margelliantha lebelii är en orkidéart som beskrevs av Fischer och Killmann. Margelliantha lebelii ingår i släktet Margelliantha och familjen orkidéer.
Artens utbredningsområde är Rwanda. Inga underarter finns listade i Catalogue of Life.